# Acustica

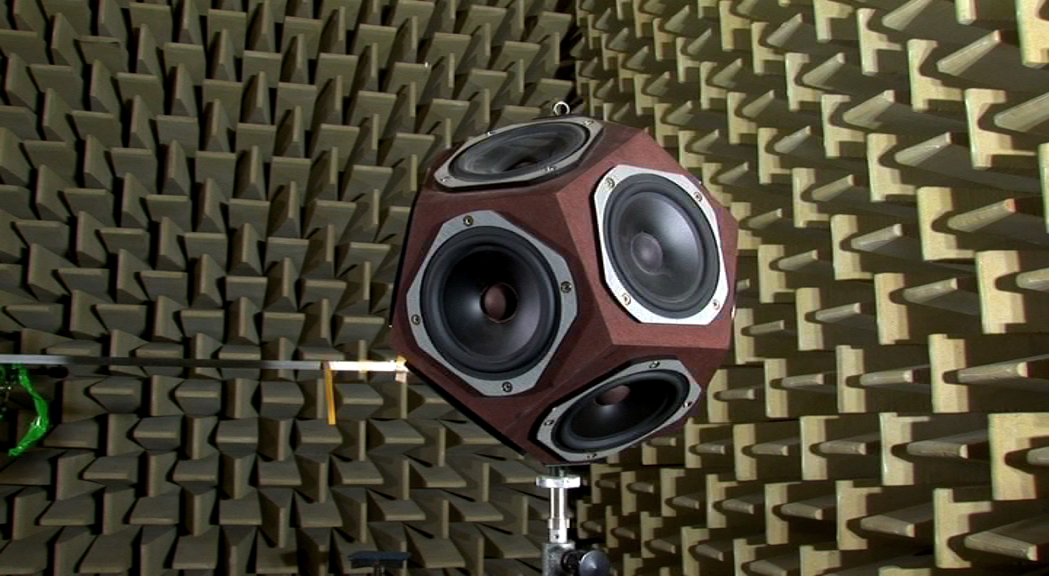
Sorgente sonora omnidirezionale artificiale in camera acustica anecoica

L'acustica (dal greco ἀκούειν, "udire") è quella branca della fisica che studia il suono - le onde di pressione - le sue cause, la sua propagazione e la sua ricezione. In un'accezione più generale, l'acustica comprende anche lo studio degli infrasuoni e degli ultrasuoni, che non sono percepibili dall'uomo attraverso l'udito, ma si comportano - da un punto di vista fisico - allo stesso modo. Più in generale, con acustica si intende talvolta lo studio delle vibrazioni meccaniche nei mezzi materiali.

## Storia
I primi studi sul suono furono eseguiti da Pitagora nel VI secolo a.C., ma l'ipotesi che fosse la conseguenza di onde di pressione, è stata sostenuta da Crisippo (281-204 a.C.). Le conoscenze degli antichi greci erano comunque alquanto raffinate, come dimostra il famoso teatro di Epidauro.
L'acustica come scienza si sviluppa a partire dal 1600. Tra i protagonisti si ricorda Mersenne, che compì la prima misura della velocità del suono. Padre Marin Mersenne (1588-1648) fece i primi esperimenti per stabilire la velocità di propagazione del suono nell'aria (che oggi sappiamo essere di circa 332 m/s), ma una misura più precisa rispetto alla sua, la quale posizionava la velocità di propagazione sonora a circa 350 m/s, fu individuata da studiosi italiani solo dopo la morte di Mersenne stesso. Successivamente, si scoprì che il suono si propaga a velocità inferiori se attraversa corpi più densi e che accelera con l’aumentare della temperatura. Robert Boyle (1660) fu il primo a dimostrare che il suono non si propaga nel vuoto, avvalorando gli esperimenti di Evangelista Torricelli che nel 1644 aveva prodotto il vuoto in laboratorio. 
Il lavoro di Torricelli aveva definitivamente smentito l’ipotesi dell’inesistenza del vuoto, sostenuta fra gli altri dal gesuita e studioso Athanasius Kircher (1650) e da Aristotele, che nella Fisica sosteneva che i quattro elementi (aria, acqua, fuoco, terra) fossero immersi nell’etere. La tradizione cristiana era unita nel giudicare il vuoto estraneo agli stati naturali. L’enciclopedista Jean-Baptiste d’Alembert elaborò l’equazione differenziale per descrivere i parametri sonori; una volta perfezionata da Eulero (morto nel 1783) questa equazione contribuì ad elevare l’acustica al rango di disciplina chiave della fisica. Christian Andreas Doppler (1845) spiegò perché l’avvicinarsi o l’allontanarsi fra sorgente sonora e ascoltatore produce un innalzamento o abbassamento apparente della frequenza. Hermann von Helmholtz (1863), con l’utilizzo di risuonatori, poté individuare per la prima volta i diversi armonici che compongono un suono e calcolarne il valore utilizzando la serie di Fourier (1822).

## Basi di teoria
L'equazione generale che regola la propagazione delle onde sonore in un fluido, si ottiene combinando l'equazione di Eulero della legge di conservazione della quantità di moto
{\displaystyle \nabla p=-{\frac {\partial (\rho {\vec {u}})}{\partial t}},}
dove {\displaystyle \rho } è la densità di massa del fluido considerato, con l'equazione di continuità, che rappresenta la legge della conservazione della massa
{\displaystyle {\frac {\partial \rho }{\partial t}}=-\mathbf {\nabla } \left(\rho {\vec {u}}\right),}
e con la relazione che descrive la variazione {\displaystyle \delta p} della pressione conseguente a una variazione {\displaystyle \delta \rho } di densità
{\displaystyle {\frac {\delta p}{p}}=\gamma {\frac {\delta \rho }{\rho }}}
dove {\displaystyle \gamma =C_{p}/C_{V}} è il rapporto fra il calore specifico a pressione costante e quello a volume costante del fluido considerato. In questa equazione si considerano trasformazioni adiabatiche piuttosto che trasformazioni isoterme, perché durante le rapide compressioni e rarefazioni del fluido dovute all'onda sonora, esso non ha il tempo di equilibrare la sua temperatura. Ponendo {\displaystyle \rho =\rho _{0}+\delta \rho }, sviluppando al primo ordine in {\displaystyle \delta \rho } e in {\displaystyle {\vec {u}}}, e indicando con {\displaystyle p_{0}} la pressione all'equilibrio, si ottiene l'equazione delle onde sonore o equazione di Helmholtz in assenza di sorgenti.
{\displaystyle \nabla ^{2}p={\frac {1}{a^{2}}}{\frac {\partial ^{2}p}{\partial t^{2}}}.}
Tale equazione descrive la variazione della pressione nello spazio e nel tempo, nell'ipotesi di propagazione in mezzi omogenei, isotropi e senza perdite dissipative. Il fattore a rappresenta la velocità di propagazione dell'onda sonora nel mezzo considerato. Nel caso di propagazione attraverso un gas vale:
{\displaystyle a={\sqrt {\gamma \left({\frac {p_{0}}{\rho _{0}}}\right)}}}
Nel caso dell'aria, assumendo i valori
{\displaystyle {\begin{aligned}\rho _{0}&=1{,}292\ \mathrm {kg/m^{3}} \\\gamma &=1{,}402\end{aligned}}}
alla temperatura di 0 °C e alla pressione di 1 atm
{\displaystyle a_{0}=331{,}6\ \mathrm {m/s} }
La risoluzione dell'equazione di Helmholtz, effettuata attraverso sistemi di integrazione numerica e l'ausilio di calcolatori elettronici, porta alla descrizione accurata e completa di qualunque fenomeno acustico. Nel caso di mezzo lineare omogeneo privo di perdite si può utilizzare nella rappresentazione del sistema un modello lineare stazionario. In tale assunzione vale la pena notare come la soluzione dell'equazione di Helmholtz in presenza di una sorgente {\displaystyle \delta ({\vec {x}},t)}:
{\displaystyle \nabla ^{2}p({\vec {x}},t)-{\frac {1}{a^{2}}}{\frac {\partial ^{2}p({\vec {x}},t)}{\partial t^{2}}}=\delta ({\vec {x}},t)}
è data dalla funzione di Green. Ne segue che la soluzione dell'equazione è data, per una generica sorgente di campo {\displaystyle S({\vec {x}},t)}, dalla convoluzione della medesima con la funzione di Green {\displaystyle G({\vec {x}},t)}:
{\displaystyle p({\vec {x}},t)=\int _{{\vec {x}}',t'}G({\vec {x}}-{\vec {x}}',t-t')S({\vec {x}}',t')d{\vec {x}}'dt'}
Lo studio dell'acustica è stato fondamentale nello sviluppo delle arti. Per alcune di queste, specialmente nel campo delle scale musicali e degli strumenti musicali, sono state sviluppate teorie esaurienti soltanto dopo anni di studio scientifico e di sperimentazione da parte dei musicisti. Ad esempio, molto di quanto oggi si sa sull'acustica in architettura è stato appreso dopo secoli di prove ed errori, e soltanto recentemente è stato formalizzato in modo rigorosamente scientifico. In sostanza oggi costruire un teatro come quello di Epidauro non comporterebbe problemi tecnici tali da non essere perfettamente risolvibili sia in sede di progettazione che di esecuzione; quello che oggi manca per tali realizzazioni è la ragione economica non tanto in senso finanziario quanto come risultanza di una valutazione globale che consideri tutti gli elementi in gioco, dai motivi di mercato, a quelli artistici ed educativi.

### Propagazione sonora in campo libero (o aperto)
Il caso più semplice è quello in cui un suono o un rumore si propaga liberamente in aria, senza incontrare alcun ostacolo: si parla in questo caso di "campo libero".
In questa ipotesi ed in presenza di mezzo non dissipativo i parametri intensità (I), potenza (W) e pressione (p) sono correlati dalla formula
{\displaystyle I={\frac {W}{S}}={\frac {p^{2}}{{\rho }c}}}
dove S è la superficie di propagazione dell'onda acustica.
Nel caso di sorgente sonora puntiforme a simmetria sferica (sorgente sonora omnidirezionale), l'intensità sonora ad una distanza r dalla sorgente sonora sarà pari a:
{\displaystyle I={\frac {W}{S}}={\frac {W}{4{\pi }r^{2}}}}
Da quanto sopra risulta che l'intensità e la pressione (o meglio il quadrato della pressione) decrescono con il quadrato della distanza (r) dalla sorgente (legge dell'inverso del quadrato). Basti, infatti, pensare che una generica sorgente sonora puntiforme produce un fronte d'onda sferico sul quale si distribuisce la potenza associata all'onda acustica. Di conseguenza, in una sorgente sonora ipotizzata puntiforme a simmetria sferica, la potenza in un punto a distanza (r) dalla sorgente sarà uguale alla potenza W irradiata dalla sorgente diviso la superficie S di una sfera di raggio (r). Il fenomeno della distribuzione spaziale della potenza associata all'onda acustica non è il solo a produrre un'attenuazione dell'intensità d'onda.
In termini logaritmici significa che, sempre nel caso di sorgente sonora puntiforme a simmetria sferica, ad ogni raddoppio della distanza il livello di pressione sonora decresce di 6 dB. In questo caso, il decremento del livello sonoro all'aumentare della distanza dalla sorgente segue la legge seguente
{\displaystyle L_{p}=L_{I}=10\log {\frac {I}{I_{0}}}=10\log {\frac {W/4{\pi }r^{2}}{I_{0}}}=10\log {{\frac {W}{W_{0}}}{\frac {1}{4{\pi }r^{2}}}}=L_{W}-20\log {r}-11}
dove  {\displaystyle I_{o}=10^{-12}W/m^{2}}  e  {\displaystyle W_{o}=10^{-12}W} sono, rispettivamente, i valori d'intensità e potenza acustica corrispondenti alla soglia di udibilità.
Oltre al caso della sorgente puntiforme che produce un fronte d'onda sferico esiste il caso di sorgenti acustiche lineari che producono un fronte d'onda cilindrico (es. es. traffico stradale o ferroviario, fluido che si muove in regime turbolento all'interno di una condotta). In questo caso, si dimostra che il livello di pressione sonoro percepito ad una distanza r dalla sorgente e per un rumore lineare di lunghezza l è pari a:
{\displaystyle L_{p}=L_{W}-10\log {(rl)}-8}
L'attenuazione del rumore dovuto alla distanza dalla sorgente non è l'unico fattore di riduzione della percezione del rumore stesso. In generale, tra i fattori principali di attenuazione del rumore vi sono:
- assorbimento acustico dell'aria, che dipende dalla temperatura e dall'umidità dell'aria, oltre che dalla frequenza della sorgente sonora
- condizioni meteorologiche, che dipende dalla temperatura dell'aria e dalla velocità e direzione del vento
- presenza di alberature e/o fogliame
- attenuazione dovuta all'effetto suolo
- barriere
Ognuno di questo fattori contribuisce, in misura variabile a seconda delle condizioni presenti nei singoli casi in esame, alla riduzione del rumore percepito ad una distanza r dalla sorgente sonora emittente.

### Propagazione sonora in campo chiuso (o confinato)
Diversi dal precedente sono i casi in cui:
- l'ambiente (oggetto di studio) coincide con quello in cui è collocata la sorgente sonora
- la trasmissione del suono avviene da un ambiente disturbante (ove è collocata la sorgente sonora) ad un ambiente disturbato.
Nel primo caso si possono individuare, a seconda della distanza dalla sorgente sonora, tre zone (campi): il campo libero, semiriverberante e riverberante. Nel campo libero non ci sono sostanzialmente ostacoli tra la sorgente sonora ed il ricevente e l'attenuazione sonora dipende principalmente dalla distanza r e dal fattore di direttività Q.

## Settori applicativi
Dal punto di vista applicativo, l'acustica può essere suddivisa in numerosi settori: l'acustica architettonica, che si occupa della qualità acustica degli edifici e delle sale dei teatri, l'acustica degli strumenti musicali, che si occupa delle loro proprietà e delle loro caratteristiche, l'acustica ambientale, che si occupa dei problemi collegati al rumore in ambiente esterno, l'acustica edilizia, che ha come obiettivo l'isolamento degli ambienti dai rumori disturbanti, l'acustica subacquea, che tratta della propagazione delle onde e della loro percezione negli ambienti marini, l'acustica medica che si occupa di sviluppare in ambito terapeutico e diagnostico metodi e strumenti basati sulla propagazione di onde acustiche all'interno del corpo umano. Una delle ultime frontiere applicative è la diagnostica intensimetrica come l'acustica per immagini.
Gli aspetti percettivi e biologici dell'acustica sono poi oggetto di settori di studio specifici come la psicoacustica, che studia la psicologia della percezione del suono negli esseri umani, e l'audiometria, che si occupa della valutazione delle caratteristiche fisiologiche dell'orecchio e della misurazione delle capacità uditive.

## Analogie acustiche
Spesso per descrivere i fenomeni acustici si ricorre alle cosiddette "analogie", ovvero si sfruttano anche in acustica i risultati e le formule presenti in altri settori della fisica.

### Analogia elettrica
La grandezza
{\displaystyle Z_{0}=\rho _{0}\,a}
prende talvolta il nome di impedenza acustica caratteristica. Più in generale, nel caso di onde piane, il rapporto tra la pressione sonora e la "velocità di particella", ovvero la velocità con cui oscillano le particelle del mezzo, viene denominato impedenza acustica specifica, ed è rappresentata da una grandezza complessa
{\displaystyle Z=R+iX}
Tale analogia è alla base del "metodo delle impedenze progressive" utilizzato per prevedere il comportamento delle strutture in acustica architettonica.

### Analogia ottica
Considerando la normale alla superficie dell'onda che si propaga, la propagazione dell'onda stessa può essere rappresentata da "raggi acustici", che descrivono piuttosto bene fenomeni come la riflessione, la rifrazione e la diffrazione. Il caso più esemplificativo è dato dalla riflessione delle onde sonore, per le quali vale la legge di Snell.